# Михраб
Михраб (на арабски: محراب pl. محاريب) е ниша в стената на джамия, често украсена с 2 колони и арка, показваща посоката, в която се намират свещеният камък Кааба в гр. Мека. Към тази посока се обръщат мюсюлманите по време на молитва.
Първоначално думата няма религиозно значение, а означава само специална стая в къщата или тронна зала в дворец. Въпреки че не се споменава от пророка Мохамед, днес михрабът е признат за добра религиозна практика.
Според етимологията на името то не е арабско, а персийско и означава ниша в храма на божествата.